# بیگل (نژاد سگ)
بیگل یک نژاد از سگ‌های کوچک تا میانه اندام است. در آغاز برای ردگیری خرگوش صحرایی ، خرگوش ،گوزن و دیگر شکارهای کوچک رشد یافت. مشام و غریزهٔ ردگیری بیگل‌ها، بسیار قوی است، تا آنجا که از آنها برای تشخیص واردات کشاورزی ممنوعه و خوراکی‌های قرنطینه شده استفاده می‌شود. بیگل‌ها باهوش هستند اما ذهن تک محور دارند. محبوبیت آنها بخاطر اندازه پیکرشان، مزاج معتدلشان، و نداشتن مشکلات سلامتی وراثتی است.

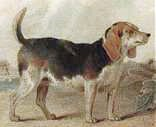